# Rodrigo Madera Cirio
Rodrigo Andrés Madera Cirio (República Dominicana, Santo Domingo, 20 de abril de 1990-Castro,25 de noviembre de 2024)fue un jugador de básquetbol nacido dominicano, nacionalizado chileno y ex seleccionado nacional de ambos países.

## Primeros años de vida
Fue hijo de Jazmín Cirio, lanzadora y campeona de bala chilena,que se radicó en República Dominicana, y del ingeniero químico y escritor especializado en baloncesto Luis Rafael Madera (quien fue además uno de los primeros agentes del continente certificados por FIBA y gerente general de la selección dominicana de baloncesto entre 1995 a 1998). Era el segundo hijo de tres: Luis Guillermo, Rodrigo Andrés y Diego Armando,Rodrigo empezó a entrenar desde temprana edad en el club Mauricio Báez, donde hizo todas sus series formativas.

### Matrimonio e hija
Se encontraba casado con la chilena Andrea Marilif Muñoz S. y tuvieron una hija: Agustina, de dos años (22-08-2022).

## Trayectoria deportiva
Era un jugador de 6´11, siendo parte del equipo dominicano sub-17 que ganó la medalla de bronce en el Centrobasket 2007, en Puerto Rico.
A los 18 años se fue a Estados Unidos, llegando a Tulsa, Oklahoma, donde estuvo seis meses jugando con el equipo local y visitando universidades allá para ver sus opciones, pero no logró continuar su carrera allí: «Tuve problemas con clearinghouse de la NCAA, que son quienes te dan el visto bueno para una posible beca. Cuando fui allá, al igual que todo niño que persigue sus sueños, por hacerlo rápido ingresé con visa de turista, no con una de estudiante. Entonces, me dieron como opción que en cualquier universidad que yo eligiera tenía derecho a entrenar con el equipo, pero no podía jugar partidos oficiales y tenía que costearme el año de estadía, lo que era imposible para mí», señaló.
Volvió a su país por un año, hasta que se le dio la oportunidad. “Me contactó un coach de Canadá. Estuve allá desde 2010 al 2014, que fue cuando me titulé como ingeniero comercial mención mercadeo y relaciones públicas, en la St. Francis Xavier University de Antigonish, en Nueva Escocia”, relató.

### Vida en Chile
Él, junto a sus hermanos, seducidos por conocer más de sus orígenes maternos y aprovechando sus habilidades deportivas, vinieron a jugar al país.Llegó a jugar profesionalmente a Chile, en el año 2014 a través del Club Deportivo Español de Talca, luego jugó en Club Deportes Castro y durante ese periodo obtuvo la nacionalidad chilena, la cual le permitió jugar por la selección nacional,Puerto Varas en la Liga Saesa, en el Club Deportivo Tinguiririca San Fernando (2017-2018),arribando al Club de la Universidad de Concepción en mayo de 2018,donde obtuvo grandes logros como el título nacional en 2021, además de ganar con el “Campanil” la Supercopa de aquel año.
En 2022, tras una temporada exitosa en lo deportivo con la Universidad de Concepción, comenzó a tener algunos problemas físicos en su pierna derecha y después de unos meses de exámenes, recibió los resultados de una biopsia donde se le detectó un sarcoma maligno (tumor) en el muslo derecho. Después de someterse a una intervención, el tumor fue removido. Sin embargo, con el paso de las semanas se confirmó que había hecho metástasis en el pulmón. Madera siguió el tratamiento de quimioterapia, pero sin efecto. Debió continuar con pastillas, las que también fueron suspendidas con el paso de los meses pues los efectos secundarios eran riesgosos y sufrió episodios de neumotorax y convulsiones. Esto último llevó a un nuevo examen en 2023 que detectó otro tumor, esta vez en el cerebro.
Falleció el 25 de noviembre de 2024 a los 34 años de edad.